# Timber Lakes
Timber Lakes es un lugar designado por el censo ubicado en el condado de Wasatch en el estado estadounidense de Utah. En el año 2000 tenía una población de 289 habitantes. La comunidad está ubicada en la base de la montaña homónima, West Mountain.

## Geografía
Timber Lakes se encuentra ubicado en las coordenadas 40°28′32″N 111°14′48″O / 40.47556, -111.24667. Según la Oficina del Censo, la localidad tiene un área total de 7,2 km² (2,8 mi²), de la cual 3,6 % es agua.

## Demografía
Según la Oficina del Censo en 2000, había 289 personas residentes en el lugar, 97,9 % de los cuales eran personas de raza blanca. Los ingresos medios por hogar en la localidad eran de $55 208, y los ingresos medios por familia eran $60 395. Los hombres tenían unos ingresos medios de $44 286 frente a los $30 625 para las mujeres. La renta per cápita para la localidad era de $22 214. Alrededor del 3 % de la población de Timber Lakes estaba por debajo del umbral de pobreza.